# Ministère fédéral de l'Agriculture (Autriche)
Pour les articles homonymes, voir Ministère fédéral de l'Agriculture.
Le ministère fédéral de l'Agriculture, des Régions et du Tourisme (en allemand : Bundesministerium für Landwirtschaft, Regionen und Tourismus, BMLRT) est le département ministériel chargé de la gestion des eaux, de l'agriculture, du développement rural, du développement régional, des télécommunications et du tourisme en Autriche.
Il est dirigé depuis le 18 mai 2022 par le conservateur Norbert Totschnig.

## Fonctions

### Compétences
Le ministère est compétent en matière d'agriculture, de sylviculture, d'élevage, de viticulture, de gestion des eaux, de chasse, de pêche, de mines, de poste et télécommunications, de tourisme et de développement régional.

### Organisation
Le ministère s'organise entre les sections suivants : 
- Section I : Eaux (Wasserwirtschaft) ;
- Section II : Agriculture et Développement rural (Landwirtschaft und ländliche Entwicklung) ;
- Section III : Sylviculture et Développement durable (Forstwirtschaft und Nachhaltigkeit) ;
- Section IV : Télécommunications, Postes et Exploitation minière (Telekommunikation, Post und Bergbau) ;
- Section V : Tourisme et Politique régionale (Tourismus und Regionalpolitik).

## Histoire
L'office d'État pour l'Agriculture, créé en 1918, devient en 1919, l'office d'État pour l'Agriculture et les Forêts, puis prend le statut de ministère fédéral en 1920. Supprimé avec l'Anschluß de 1938, il est rétabli en 1945, brièvement avec le titre d'office d'État. Il fusionne en 2000 avec le ministère fédéral de l'Environnement, de la Jeunesse et de la Famille.
Le ministère est recréé en janvier 2020, quand les questions liées à l'environnement et au climat sont transférées au ministère fédéral des Transports.

## Titulaires
| Nom | Nom                     | Dates du mandat | Dates du mandat | Parti | Gouvernement(s)                |
| --- | ----------------------- | --------------- | --------------- | ----- | ------------------------------ |
| | Rudolf Buchinger        | 27/04/1945      | 26/09/1945      | Aucun | Renner                         |
| | Josef Kraus             | 26/09/1945      | 23/01/1952      | ÖVP   | Renner Figl I et II            |
| | Franz Thoma             | 23/01/1952      | 12/05/1959      | ÖVP   | Figl II et III Raab I et II    |
| | Eduard Hartmann         | 16/07/1959      | 02/04/1964      | ÖVP   | Raab III et IV Gorbach I et II |
| | Karl Schleinzer         | 02/04/1964      | 03/03/1970      | ÖVP   | Klaus I et II                  |
| | Johann Öllinger         | 21/04/1970      | 22/05/1970      | SPÖ   | Kreisky I                      |
| | Oskar Weihs             | 22/05/1970      | 30/09/1976      | SPÖ   | Kreisky I, II et III           |
| | Günter Haiden           | 01/10/1976      | 16/06/1986      | SPÖ   | Kreisky III et IV Sinowatz     |
| | Erich Schmidt (de)      | 16/06/1986      | 25/11/1986      | SPÖ   | Vranitzky I                    |
| | Josef Riegler           | 21/01/1987      | 24/04/1989      | ÖVP   | Vranitzky II                   |
| | Franz Fischler          | 24/04/1989      | 11/10/1994      | ÖVP   | Vranitzky II et III            |
| | Intérim de Jürgen Weiss | 17/11/1994      | 29/11/1994      | ÖVP   | Vranitzky III                  |
| | Wilhelm Molterer        | 29/11/1994      | 04/02/2000      | ÖVP   | Vranitzky IV et V Klima        |
| |                         |                 |                 |       |                                |
| | Elisabeth Köstinger     | 07/01/2020      | 18/05/2022      | ÖVP   | Kurz II Schallenberg Nehammer  |
| | Norbert Totschnig       | 18/05/2022      | en cours        | ÖVP   | Nehammer                       |
| Titre du portefeuille : - depuis 2020 : Agriculture, Régions et Tourisme (Landwirtschaft, Regionen und Tourismus) |                         |                 |                 |       |                                |